# Любишенский
Любишенский — хутор в Кумылженском районе Волгоградской области России. Входит в состав Белогорского сельского поселения. Население 136 чел. (2010).

## История
В соответствии с документами Краевого управления народно-хозяйственного учета на 01.01.1936 г.  - входил в состав Любишенского сельсовета Подтёлковского района. На основании решения Волгоградского облисполкома от 18 января 1965 года № 2/35 был вновь образован Кумылженский район с центром в станице Кумылженская, в его состав из Нехаевского района был переданы Любишенский с/с. . В соответствии с Законом Волгоградской области от 14 февраля 2005 года № 1006-ОД «Об установлении границ и наделении статусом Кумылженского района и муниципальных образований в его составе» Любишенский вошёл в состав образованного Белогорского сельского поселения.

## География
Расположен в западной части региона, возле административной границы с Ростовской областью, в пределах Хопёрско-Бузулукской равнины, являющейся южным окончанием Окско-Донской низменности, у р. Сухая Елань. С восточной стороны проходит региональная автотрасса «Жирновск — Рудня — Вязовка — Михайловка — Кумылженская — Вешенская (Ростовская область)» (идентификационный номер 18 ОП РЗ 18К-5). Параллельно ей
идёт единственная улица хутора ул. Продольная.
Абсолютная высота 118 метров над уровнем моря.

## Население
| 2010 |
| ---- |
| 136  |

Гендерный состав
По данным Всероссийской переписи населения 2010 года в гендерной структуре населения из 136 человек мужчин — 65, женщин — 71 (47,8 и 52,2 % соответственно).
Национальный состав
Согласно результатам переписи 2002 года, в национальной структуре населения
русские составляли 91 % из общей численности населения в 231 чел..

## Инфраструктура
Развитое сельское хозяйство. Личное подсобное хозяйство.

## Транспорт
Проходит подъездная дорога «„Жирновск — Рудня — Вязовка — Михайловка — Кумылженская — Вешенская (Ростовская область)“ к х. Белогорский» (идентификационный номер 18 ОП РЗ 18К-5-28).